# Marcia Collazo
Marcia Collazo   (Melo, 13 de març de 1959) és una advocada, historiadora, professora i escriptora uruguaiana.
Prové d'una família d'escriptors i artistes. Els seus avis materns van ser Sara d'Ibáñez i Roberto Ibáñez. La seva mare va ser l'escriptora Suleika Ibáñez. El seu pare, Vladimiro Collazo, va ser un reconegut artista plàstic i historiador. Va obtenir el doctorat en Dret i Ciències Socials a la Facultat de Dret de la Universitat de la República. Va estudira Professora d'Història a l'Institut de Professors Artigas. Va cursar diversos estudis de postgrau en les dues especialitats.
És docent en els cursos d'Història i Història de les Idees a Amèrica a l'Institut de Professors Artigas. A la Facultat de Dret és professora de Filosofia del dret. Ha publicat nombrosos assajos i articles acadèmics en les àrees de Dret, Història i Filosofia, així com diverses obres literàries. Ha estat columnista a Bitàcola, Uy Press, i publica regularment una columna d'opinió a la revista Caras yCaretas.
Temes recurrents en la seva obra són la narrativa històrica en què busca donar vida a les veus dels oprimits (especialment de les dones que han contribuït a forjar la nostra identitat), l'ambivalència dels personatges (que es debaten entre les seves errades, els seus èxits i les seves pròpies misèries), el moment de la mort de rellevants protagonistes històrics que són evocats per testimonis anònims, no sempre per exalçar-los, el joc entre la ficció i la interpretació històrica, el patiment i la lluita per transcendir i mantenir l'esperança, en un món contínuament travessat de contradiccions, paradoxes, ambicions, abusos i perills.
El 2011 i 2012 va rebre el Llibre d'Or de la Cambra Uruguaiana del Llibre, al llibre d'autor nacional més venut de ficció. Ha estat publicada a l'Argentina, França, Espanya i Cuba. La seva obra poètica i narrativa va ser premiada en nombroses oportunitats per la Intendència Municipal de Montevideo, el Ministeri d'Educació i Cultura, la Universitat de la República i la Casa d'Escriptors de l'Uruguai. El 2011 va rebre el Premi revelació Bartolomé Hidalgo, va ser finalista al Premi en Narrativa Bartolomé Hidalgo i se li va atorgar el Premi Dona de l'Any en la categoria de literatura. El 2015 va rebre el Primer Premi de Museu de la Memòria i del Ministeri d'Educació i Cultura pel seu conte Tremendo pozo, al Concurs Nibia Sabalsagaray, i en el mateix any se li va atorgar el Premi Morosoli de Plata en Narrativa.

## Obra
- 2004, A caballo de un signo (poesia), AEBU.
- 2010, Alguien mueve los ruidos (poesia), Estuario.
- 2011, Amores Cimarrones. Las mujeres de Artigas (novel·la), Banda Oriental.
- 2012, La tierra alucinada: Memorias de una china cuartelera (novel·la), Banda Oriental
- 2014, A bala, sable o desgracia (contes), Banda Oriental.
- 2015, Seguirte el vuelo: amores y desamores de la historia uruguaya (assaig), Banda Oriental.
- 2016, Te acordarás de mí. Banda Oriental.
- 2017, La pintura perdida de Renoir. Colección Un libro, un cuento. Banda Oriental.